# Сунцокрети (род)
Сунцокрети (лат. Helianthus) род су биљака из породице главочика. Садрже око 70 биљних врста. Најпознатија врста названа по роду је Helianthus annuus.

## Врсте
1. Helianthus agrestis Pollard
2. Helianthus × alexidis B.Boivin
3. Helianthus × ambiguus (Torr. & A.Gray) Britton
4. Helianthus angustifolius L.
5. Helianthus annuus L.
6. Helianthus anomalus S.F.Blake
7. Helianthus argophyllus Torr. & A.Gray
8. Helianthus arizonensis R.C.Jacks.
9. Helianthus atrorubens L.
10. Helianthus bolanderi A.Gray
11. Helianthus × brevifolius (E.Watson) R.C.Jacks. & Guard
12. Helianthus californicus DC.
13. Helianthus carnosus Small
14. Helianthus ciliaris DC.
15. Helianthus × cinereus (Torr. & A.Gray) R.C.Jacks. & Guard
16. Helianthus cusickii A.Gray
17. Helianthus debilis Nutt.
18. Helianthus decapetalus L.
19. Helianthus deserticola Heiser
20. Helianthus dissectifolius R.C.Jacks.
21. Helianthus divaricatus L.
22. Helianthus × divariserratus R.W.Long
23. Helianthus × doronicoides (Lam.) R.C.Jacks.
24. Helianthus eggertii Small
25. Helianthus exilis A.Gray
26. Helianthus floridanus A.Gray ex Chapm.
27. Helianthus giganteus L.
28. Helianthus glaucophyllus D.M.Sm.
29. Helianthus × glaucus Small
30. Helianthus gracilentus A.Gray
31. Helianthus grosseserratus M.Martens
32. Helianthus heterophyllus Nutt.
33. Helianthus hirsutus Raf.
34. Helianthus inexpectatus D.J.Keil & Elvin
35. Helianthus × intermedius R.W.Long
36. Helianthus × kellermanii Britton
37. Helianthus laciniatus A.Gray
38. Helianthus × laetiflorus Pers.
39. Helianthus laevigatus Torr. & A.Gray
40. Helianthus longifolius Pursh
41. Helianthus × luxurians E.Watson
42. Helianthus maximiliani Schrad.
43. Helianthus microcephalus Torr. & A.Gray
44. Helianthus mollis Lam.
45. Helianthus neglectus Heiser
46. Helianthus niveus (Benth.) Brandegee
47. Helianthus nuttallii Torr. & A.Gray
48. Helianthus occidentalis Riddell
49. Helianthus paradoxus Heiser
50. Helianthus pauciflorus Nutt.
51. Helianthus petiolaris Nutt.
52. Helianthus porteri (A.Gray) Pruski
53. Helianthus praecox Engelm. & A.Gray
54. Helianthus pumilus Nutt.
55. Helianthus radula (Pursh) Torr. & A.Gray
56. Helianthus resinosus Small
57. Helianthus salicifolius A.Dietr.
58. Helianthus schweinitzii Torr. & A.Gray
59. Helianthus silphioides Nutt.
60. Helianthus simulans E.Watson
61. Helianthus smithiorum Heiser
62. Helianthus strumosus L.
63. Helianthus tuberosus L.
64. Helianthus verticillatus Small
65. Helianthus winteri J.C.Stebbins